# Stanford Super Series
Les Stanford Super Series sont une série de matchs de cricket au format Twenty20 organisée par le milliardaire américain Allen Stanford à Antigua-et-Barbuda en partenariat avec la fédération anglaise, l'England and Wales Cricket Board (ECB). Diverses rencontres se tiennent sur une semaine, qui s'achève par le « Stanford 20/20 for 20 », qui oppose l'équipe d'Angleterre à une sélection de joueurs caribéens baptisée « Stanford Superstars ». Vingt millions de dollars américains sont en jeu sur cet événement, chacun des onze joueurs gagnant en remportant en particulier un million.
Le contrat entre Allen Stanford et l'ECB, signé en 2008, prévoit l'organisation de cinq séries en cinq ans. La première d'entre elles a lieu en octobre et novembre de la même année. Les Stanford Superstars remportent le prix. Mais, début 2009, Stanford est accusé de fraudes aux États-Unis, poussant l'ECB à rompre toute activité avec lui.

## Résultats de l'édition 2008
| Date         | Match               | Vainqueur           | Perdant           | Résultat                                                             |
| ------------ | ------------------- | ------------------- | ----------------- | -------------------------------------------------------------------- |
| 25 octobre   | Entraînement        | Stanford Superstars | Trinité-et-Tobago | Superstars (146/5) battent Trinité-et-Tobago (124/8) par 22 courses. |
| 26 octobre   | Entraînement        | Angleterre          | Middlesex         | Angleterre (121/4) bat Middlesex (109/4) par 12 courses.             |
| 27 octobre   | Coupe des champions | Trinité-et-Tobago   | Middlesex         | Trinité-et-Tobago (122/5) bat Middlesex (117/8) par 5 guichets.      |
| 28 octobre   | Entraînement        | Angleterre          | Trinité-et-Tobago | Angleterre (141/6) bat Trinité-et-Tobago (140/9) par 1 course.       |
| 29 octobre   | Entraînement        | Stanford Superstars | Middlesex         | Superstars (173/4) battent Middlesex (115) par 58 courses.           |
| 1er novembre | 20/20 for 20        | Stanford Superstars | Angleterre        | Superstars (101/0) battent Angleterre (99) par 10 guichets.          |

## Effectifs de l'édition 2008

### Stanford Superstars et Angleterre
Le comité de sélection pour les Stanford Superstars est mené par Viv Richards et comprend sept membres. Les entraînements sont assurés par Eldine Baptiste, Roger Harper et Cardigan Connor. Dans un premier temps, trente-deux joueurs sont invités à participer à un camp d'entraînement en vue de préparer l'événement : le groupe comprend des internationaux de l'équipe des Indes occidentales et des sportifs qui se sont montrés performants au cours du Stanford 20/20. À l'issue de deux semaines d'entraînement, le groupe est réduit à dix-sept joueurs. Deux remplacements ont lieu avant la compétition : Darren Sammy et Trawis Dowlin prennent les places de Dwayne Bravo, blessé, et Xavier Marshall, testé positif à une substance interdite selon le West Indies Cricket Board.

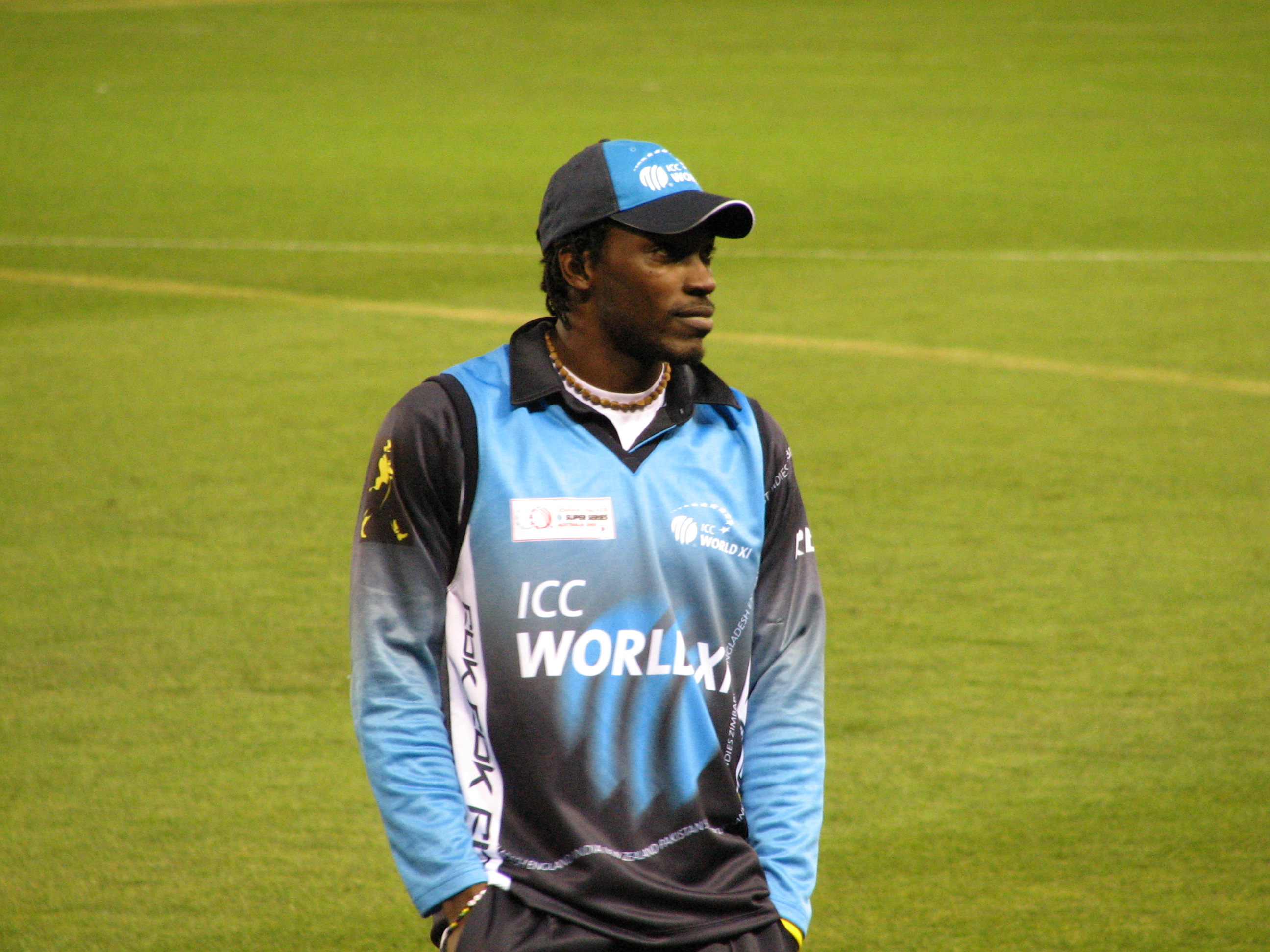
Chris Gayle (ici en 2005), capitaine des Stanford Superstars pour les Stanford Super Series 2008.

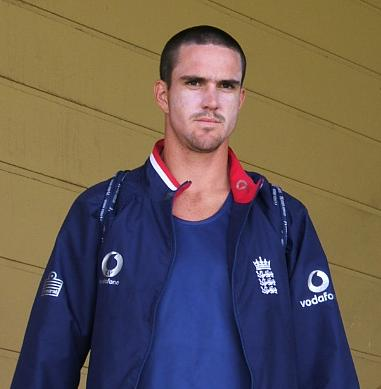
Kevin Pietersen (ici en 2006), capitaine de l'Angleterre pour les Stanford Super Series 2008.

|                                       | Stanford Superstars | Angleterre |
| ------------------------------------- | --- | --- |
| Ayant participé au 20/20 for 20       | - Chris Gayle (capitaine) - Sylvester Joseph (vice-capitaine) - Sulieman Benn - Shivnarine Chanderpaul - Andre Fletcher - Dave Mohammed - Kieron Pollard - Daren Powell - Darren Sammy - Ramanaresh Sarwan - Jerome Taylor | - Kevin Pietersen (capitaine) - Ian Bell - Stuart Broad - Paul Collingwood - Andrew Flintoff - Steve Harmison - Samit Patel - Matt Prior - Owais Shah - Graeme Swann - Luke Wright |
| N'ayant pas participé au 20/20 for 20 | - Lionel Baker - Lennox Cush - Trawis Dowlin - Rayat Emrit - Chad Hampson - Lyndon James | - James Anderson - Ravi Bopara - Alastair Cook - Ryan Sidebottom |
| Retraits                              | - Dwayne Bravo (blessé) - Xavier Marshall (exclu) | |